# Aram Mp3
Aram MP3, właśc. Aram Sargsjan (orm. Արամ Սարգսյան, ur. 5 kwietnia 1984 w Erywaniu) – ormiański wokalista, kompozytor, komediant, aktor, z wykształcenia lekarz farmaceuta. Reprezentant Armenii w 59. Konkursie Piosenki Eurowizji (2014).

## Życiorys

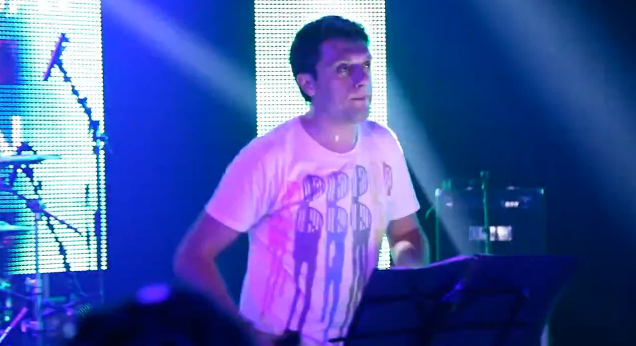
Aram Mp3 podczas koncertu w 2013 roku

### Dzieciństwo, edukacja
Aram Sargsjan urodził się w Erywaniu i już jako dziecko zaczął myśleć o byciu wokalistą w przyszłości. Kiedy w latach szkolnych zaczął mieć problemy z oddychaniem i częstym kasłaniem, lekarze zalecili jego rodzicom zapisanie go na lekcje śpiewu. W tamtym czasie Sargsjan zaczął występować podczas szkolnych przedstawień oraz uroczystości. Pomimo muzycznych zainteresowań, zdecydował się studiować farmaceutykę na Państwowym Uniwersytecie Medycznym, który ukończył w 2006 roku.

### 2007–12:32 Atam,2 Stars,Gerdastane
Zaangażowanie w udział w studenckich konkursach komediowych oraz muzycznych sprawiły, że zaczął koncertować w Armenii i zagranicą. Po powrocie do kraju został zaproszony do udziału w programie 32 Atam, w którym wykonywał tzw. stand-upy oraz parodiował znanych piosenkarzy. Przed jednym z występów w 2007 roku został przedstawiony publiczności jako Aram Mp3, co miało podkreślić jego szczególną rolę podczas całego wydarzenia. Od tamtej pory zaczął używać tego zwrotu jako swojego pseudonimu artystycznego.
W tym samym roku wygrał finał programu rozrywkowego 2 Astgher, transmitowanego przez ormiański Pierwszy Kanał. Po wygranej, zaczął zdobywać znajomości w branży muzycznej oraz rozpoczął serię koncertów jazzowych i bluesowych w stołecznych klubach. W międzyczasie pracował także nad swoimi pierwszymi profesjonalnymi singlami i teledyskami. Szybko zdobyta rozpoznawalność sprawiła, że zaczął być coraz częściej zapraszany do prowadzenia muzycznych programów telewizyjnych, takich jak X-Factor, Hay Superstar, My Name Is... oraz Power of 10. W 2011 roku zadebiutował jako aktor telewizyjny, wcielając się w postać Tigrana w serialu komediowym Gerdastane. W tym samym roku został wyróżniony przez magazyn Luxury tytułem Twarzy Reklamowej Roku.
W 2012 roku dołączył do projektu komediowego Vitamin Club, który co tydzień transmitowany jest na kanale Shant TV.

### Od 2013: Konkurs Piosenki Eurowizji
22 listopada 2013 roku krajowy nadawca potwierdził udział w 59. Konkursie Piosenki Eurowizji, a podczas sylwestrowego programu Big Night’s Gala TV Show poinformował, że kraj reprezentować będzie Aram Mp3. Premiera konkursowego utworu „Not Alone”, którego współautorami zostali Garik Papojan i Lilit Nawasardjan, odbyła się 14 marca 2014 roku. 6 maja wystąpił jako pierwszy podczas pierwszego półfinału konkursu i ostatecznie zakwalifikował się do sobotniego finału. W finale zakończył swój udział na 4. miejscu, otrzymując łącznie 174 punkty, w tym maksymalne noty od Austrii, Francji oraz Gruzji.
W październiku 2014 roku wziął udział w przesłuchaniach do programu The Voice of Armenia, podczas których zaśpiewał utwór „This Is a Man's World” z repertuaru Jamesa Browna. W lutym kolejnego roku premierę miał nowy singiel Arama – „Help”, do którego zrealizowany został również teledysk.

## Kontrowersje
Pod koniec marca 2014 roku, Aram Mp3 wzbudził kontrowersje wśród fanów Konkursu Piosenki Eurowizji, udzielając wywiadu, w którym krytycznie ocenił udział w stawce konkursowej austriackiego wokalisty Thomasa Neuwirtha, występującego jako drag queen o pseudonimie Conchita Wurst. Sargsjan stwierdził bowiem, że zachowanie reprezentanta Austrii „nie jest naturalne i że powinien zdecydować, czy chce być kobietą czy mężczyzną”. Neuwirth skomentował atak stwierdzeniem, że Conchita Wurst jest tylko jego postacią sceniczną. Aram Mp3 tłumaczył później swoją wypowiedź przypomnieniem, że jest komediantem i jego słowa były jedynie żartem. Zaprzeczył także, jakoby był homofobem.

## Życie prywatne
W kwietniu 2008 roku wziął ślub z Anną Margarjan, z którą w czerwcu 2011 doczekał się swojego pierwszego syna.

## Dyskografia

### Single
| Rok                                                      | Tytuł        | Najwyższe pozycje na listach | Najwyższe pozycje na listach | Najwyższe pozycje na listach | Najwyższe pozycje na listach | Najwyższe pozycje na listach | Najwyższe pozycje na listach | Najwyższe pozycje na listach | Najwyższe pozycje na listach |
| Rok                                                      | Tytuł        | AUT                          | BEL                          | DEN                          | GER                          | IRE                          | NL                           | SWE                          | SWI                          |
| -------------------------------------------------------- | ------------ | ---------------------------- | ---------------------------- | ---------------------------- | ---------------------------- | ---------------------------- | ---------------------------- | ---------------------------- | ---------------------------- |
| 2013                                                     | „Shine”      | –                            | –                            | –                            | –                            | –                            | –                            | –                            | –                            |
| 2013                                                     | „If I Tried” | –                            | –                            | –                            | –                            | –                            | –                            | –                            | –                            |
| 2013                                                     | „Just Go On” | –                            | –                            | –                            | –                            | –                            | –                            | –                            | –                            |
| 2014                                                     | „Not Alone”  | 31                           | 36                           | 21                           | 44                           | 60                           | 94                           | 45                           | 53                           |
| 2015                                                     | „Help”       | –                            | –                            | –                            | –                            | –                            | –                            | –                            | –                            |
| „–” oznacza, że singel nie był notowany na danej liście. |              |                              |                              |                              |                              |                              |                              |                              |                              |